# Ecnomios flavus
Ecnomios flavus is een insect dat behoort tot de orde vliesvleugeligen (Hymenoptera) en de familie van de schildwespen (Braconidae). De wetenschappelijke naam van de soort werd voor het eerst geldig gepubliceerd door Chen & Whitfield in 2003. Het holotype is afkomstig uit de Chinese provincie Yunnan.